# Tepuihyla exophthalma
A Tepuihyla exophthalma a kétéltűek (Amphibia) osztályának békák (Anura) rendjébe és a levelibéka-félék (Hylidae) családjába, azon belül a Hylinae alcsaládba tartozó faj.

## Előfordulása
A faj Guyanában és Venezualában honos. Természetes élőhelye tepuikon vagy magas hegyeken elterülő szubtrópusi vagy trópusi párás erdők.